# Reichsthal
Reichsthal là một đô thị thuộc thuộc huyện Donnersberg, Đức. Đô thị Reichsthal có diện tích 2,17 km², dân số thời điểm ngày 31 tháng 12 năm 2006 là 111 người.